# Zermatt
Zermatt (antiguamente en francés Praborgne) es una comuna suiza del cantón del Valais, localizada en el distrito de Visp. Es una de las estaciones de esquí más conocidas y exclusivas de Suiza junto con Sankt Moritz, Klosters y Gstaad.

## Geografía

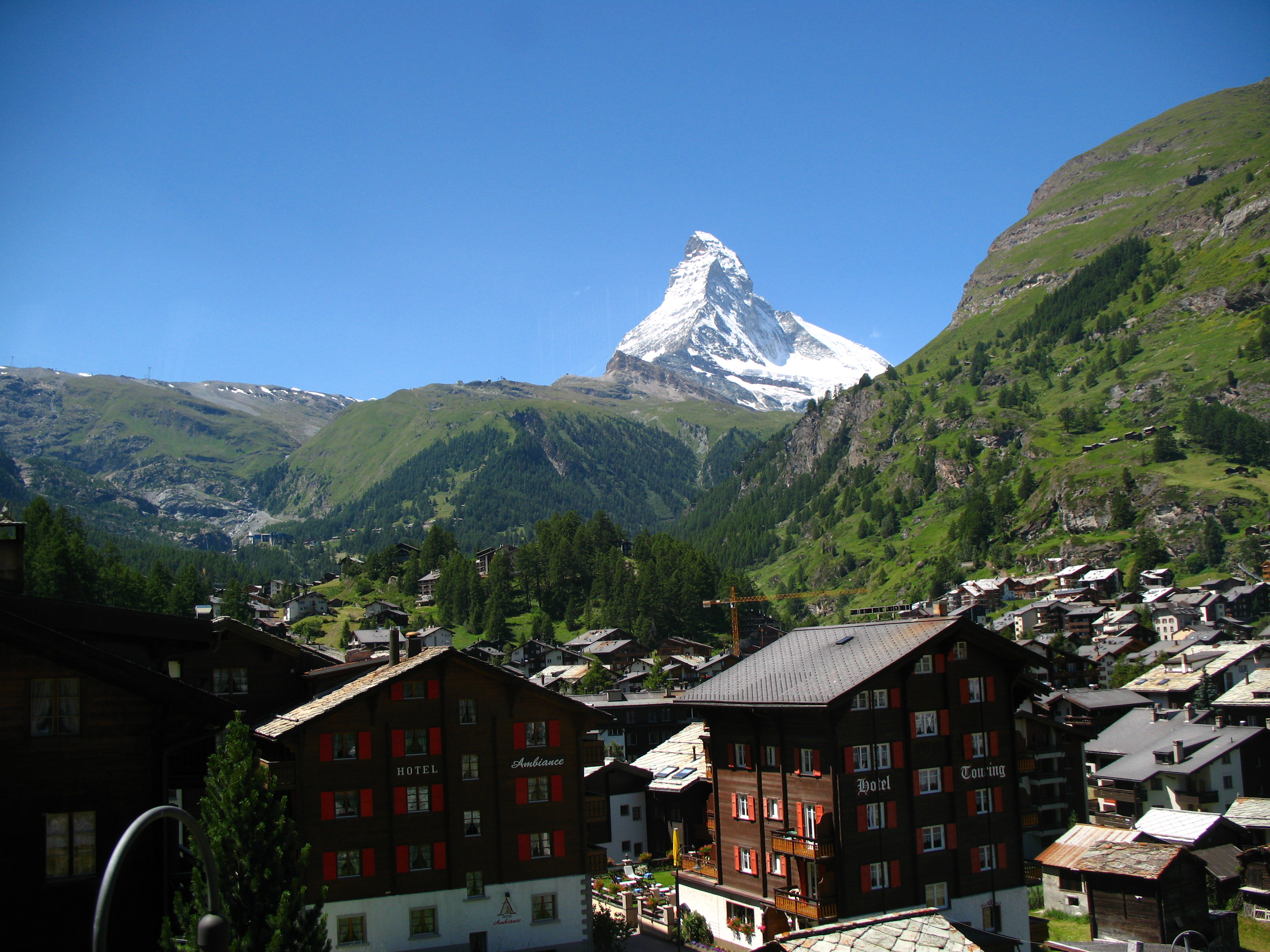
Vista del Cervino desde Zermatt.

Localidad turística situada en el fondo del valle del Cervino (en alemán Matterhorn), en el sur de Suiza. La comuna se halla a 1620 metros sobre el nivel del mar y se ha hecho famosa por encontrarse junto al famoso pico del Cervino y por ser la base de la enorme estación de esquí de Zermatt y Breuil-Cervinia. Su  gran turismo característico durante todo el año ha hecho que tenga infinidad de hoteles, restaurantes y tiendas. Destaca el Gornergrat, mirador situado a 3090 m de altitud, desde donde se ven unas impresionantes vistas del Cervino, del Monte Rosa y de sus alrededores.
Políticamente, limita al norte con la comuna de Täsch, al este con Saas-Almagell, al sureste y sur con las comunas italianas de Alagna Valsesia (IT-VC), Ayas (IT-AO), Bionaz (IT-AO), Gressoney-La-Trinité (IT-AO), Macugnaga (IT-VB) y Valtournenche (IT-AO); y al occidente con Anniviers, Evolène y Randa.

### Clima
| Parámetros climáticos promedio de Zermatt (normales 1991–2020) | Parámetros climáticos promedio de Zermatt (normales 1991–2020) | Parámetros climáticos promedio de Zermatt (normales 1991–2020) | Parámetros climáticos promedio de Zermatt (normales 1991–2020) | Parámetros climáticos promedio de Zermatt (normales 1991–2020) | Parámetros climáticos promedio de Zermatt (normales 1991–2020) | Parámetros climáticos promedio de Zermatt (normales 1991–2020) | Parámetros climáticos promedio de Zermatt (normales 1991–2020) | Parámetros climáticos promedio de Zermatt (normales 1991–2020) | Parámetros climáticos promedio de Zermatt (normales 1991–2020) | Parámetros climáticos promedio de Zermatt (normales 1991–2020) | Parámetros climáticos promedio de Zermatt (normales 1991–2020) | Parámetros climáticos promedio de Zermatt (normales 1991–2020) | Parámetros climáticos promedio de Zermatt (normales 1991–2020) |
| Mes                                                            | Ene.                                                           | Feb.                                                           | Mar.                                                           | Abr.                                                           | May.                                                           | Jun.                                                           | Jul.                                                           | Ago.                                                           | Sep.                                                           | Oct.                                                           | Nov.                                                           | Dic.                                                           | Anual                                                          |
| -------------------------------------------------------------- | -------------------------------------------------------------- | -------------------------------------------------------------- | -------------------------------------------------------------- | -------------------------------------------------------------- | -------------------------------------------------------------- | -------------------------------------------------------------- | -------------------------------------------------------------- | -------------------------------------------------------------- | -------------------------------------------------------------- | -------------------------------------------------------------- | -------------------------------------------------------------- | -------------------------------------------------------------- | -------------------------------------------------------------- |
| Temp. máx. media (°C)                                          | 0.8                                                            | 1.7                                                            | 5.7                                                            | 9.8                                                            | 13.9                                                           | 17.8                                                           | 20.0                                                           | 19.6                                                           | 15.4                                                           | 11.2                                                           | 5.1                                                            | 1.5                                                            | 10.2                                                           |
| Temp. media (°C)                                               | -3.9                                                           | -3.4                                                           | 0.2                                                            | 4.0                                                            | 8.1                                                            | 11.8                                                           | 13.7                                                           | 13.3                                                           | 9.4                                                            | 5.4                                                            | 0.3                                                            | -3.0                                                           | 4.7                                                            |
| Temp. mín. media (°C)                                          | -7.4                                                           | -7.3                                                           | -4.0                                                           | -0.7                                                           | 3.2                                                            | 6.6                                                            | 8.3                                                            | 8.3                                                            | 5.0                                                            | 1.4                                                            | -3.1                                                           | -6.3                                                           | 0.3                                                            |
| Precipitación total (mm)                                       | 42                                                             | 30                                                             | 33                                                             | 40                                                             | 77                                                             | 70                                                             | 59                                                             | 68                                                             | 51                                                             | 57                                                             | 65                                                             | 47                                                             | 640                                                            |
| Nevadas (cm)                                                   | 53                                                             | 44                                                             | 32                                                             | 21                                                             | 7                                                              | 0                                                              | 0                                                              | 0                                                              | 0                                                              | 9                                                              | 42                                                             | 57                                                             | 265                                                            |
| Días de precipitaciones (≥ 1.0 mm)                             | 6.3                                                            | 5.5                                                            | 5.3                                                            | 6.3                                                            | 9.5                                                            | 9.7                                                            | 9.0                                                            | 9.8                                                            | 7.3                                                            | 7.0                                                            | 7.1                                                            | 6.9                                                            | 89.7                                                           |
| Días de nevadas (≥ 1.0 cm)                                     | 6.5                                                            | 6.8                                                            | 4.9                                                            | 3.3                                                            | 0.7                                                            | 0.0                                                            | 0.0                                                            | 0.0                                                            | 0.0                                                            | 1.6                                                            | 4.9                                                            | 7.8                                                            | 36.5                                                           |
| Horas de sol                                                   | 94                                                             | 109                                                            | 151                                                            | 147                                                            | 155                                                            | 171                                                            | 185                                                            | 176                                                            | 156                                                            | 133                                                            | 89                                                             | 83                                                             | 1648                                                           |
| Humedad relativa (%)                                           | 63                                                             | 61                                                             | 60                                                             | 59                                                             | 64                                                             | 66                                                             | 65                                                             | 67                                                             | 70                                                             | 69                                                             | 68                                                             | 66                                                             | 65                                                             |
| Fuente: MeteoSwiss                                             |                                                                |                                                                |                                                                |                                                                |                                                                |                                                                |                                                                |                                                                |                                                                |                                                                |                                                                |                                                                |                                                                |

## Transporte

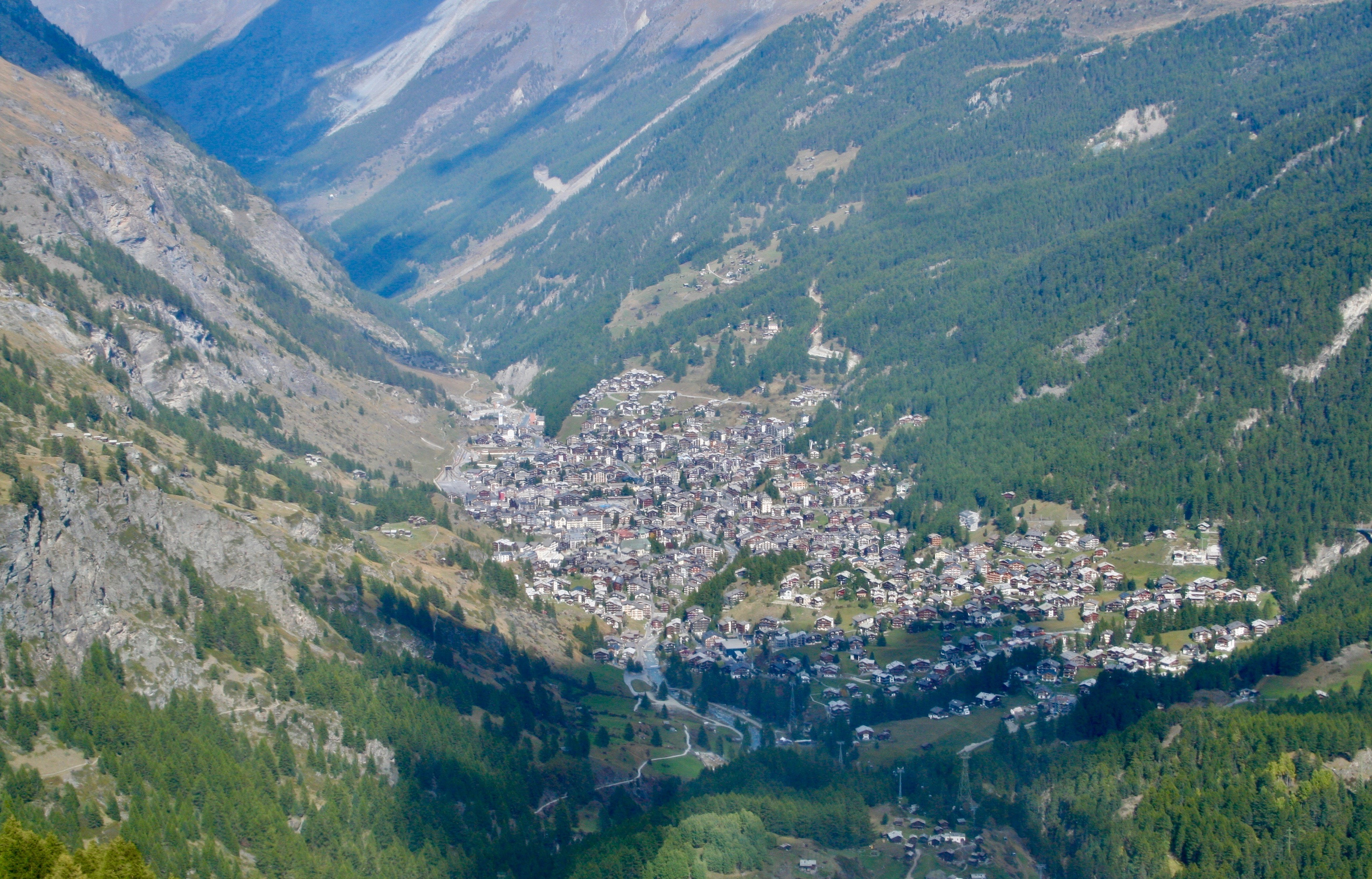
Vista de Zermatt.

En la comuna de Zermatt está prohibida la circulación de automóviles o vehículos que usan combustibles, únicamente se permite el uso de coches eléctricos o de ambulancias y servicios de seguridad ciudadana. El pueblo es accesible en tren desde la comuna de Täsch (donde empieza la prohibición), así como desde Visp gracias a la compañía de trenes Matterhorn-Gotthard-Bahn, que gestiona la línea del Glacier Express junto con el Ferrocarril Rético.